# Рыуге (посёлок)
Ры́уге (эст. Rõuge), на местном наречии Ры́угы (эст. Rõugõ) — посёлок в волости Рыуге уезда Вырумаа, Эстония. Является административным центром одноимённой волости.

## География и описание
Расположен на севере древней долины Рыуге, в 14 километрах к югу от уездного центра — города Выру. Высота над уровнем моря — 118 метров. На территории посёлка находится самое глубокое озеро Эстонии — Сууръярв (максимальная глубина 38 м); в окрестностях посёлка есть также ещё 6 озёр: Валгъярв, Лийнъярв, Каусъярв, Ратасъярв, Тыугъярв и Кахила Ярв.
Климат умеренный. Официальный язык — эстонский. Почтовый индекс — 66201.

## Население
По данным переписи населения 2021 года, в Рыуге проживали 435 человек, из них 427 (98,2 %) — эстонцы.
По данным переписи населения 2011 года, в посёлке насчитывалось 444 жителя, из них 437 (98,4 %) — эстонцы.
Численность населения посёлка Рыуге по данным переписей населения СССР и Департамента статистики Эстонии:
| Год  | 1959 | 1970  | 1979  | 1989  | 2000  | 2011  | 2017  | 2018  | 2019  | 2020  | 2021  |
| ---- | ---- | ----- | ----- | ----- | ----- | ----- | ----- | ----- | ----- | ----- | ----- |
| Чел. | 80   | ↗ 218 | ↗ 458 | ↗ 475 | ↗ 545 | ↘ 444 | ↗ 453 | ↘ 428 | ↗ 434 | ↘ 425 | ↗ 435 |

## История
В письменных источниках 1563 года упоминается мыза Ревгуи, а также мыза Реввы и деревня Реввы, в 1585 году упоминается Rewga, в 1587 году — Reuk Moiza, в 1613 году — Reuda, Renda, в 1627 году — Raugk Kuella (деревня).
На военно-топографических картах Российской империи (1846–1863 годы), в состав которой входила Лифляндская губерния, мыза обозначена как мз. Рауге.
Посёлок Рыуге сформировался в конце XIX столетия в окрестностях лютеранской церкви. Церковь в письменных источниках впервые упомянута в 1613 году, но, по всей вероятности, была возведена ещё до Ливонской войны, и на месте этой разрушенной в Северной войне церкви в 1729—1730 годах было построено нынешнее каменное строение. Его объёмную перестройку выполнили в 1860 году. Алтарная картина «Христос на кресте» выполнена после 1854 года. Орга́н сделали братья Крийс (Kriis) в 1929 году; он имеет 31 регистр, 8 мануалов, 2147 труб.
Сохранилось школьное здание, которое было возведено в 1883 году всего за четыре месяца. Первая церковно-приходская школа в Рыуге была основана уже в 1688 году, но в военные и голодные годы её деятельность приостанавливалась. К постоянной работе приходская школа приступила в [[1846 году с (немецким языком обучения).
На территории Рыуге находится древнее городище, которое использовалось с середины первого тысячелетия до XI века. У него был внутренний двор площадью 850 м², толщина культурного слоя составляет 0,25—1 метр. Восточнее городища находится поселение железного века, его площадь 7000 м², толщина культурного слоя 0,2—0,6 метра.
В 1920-х годах на землях бывшей мызы Рауге (нем. Rauge, Рыуге, эст. Rõuge mõis) образовалось поселение Рыуге. Посёлок Рыуге был сформирован в 1977 году из деревни Ала-Рыуге (эст. Ala-Rõuge), которая стала его сердцевиной, и из большей части деревни Мяэ-Рыуге (эст. Mäe-Rõuge) на северо-востоке и поселения Рыуге на западе. В границы посёлка с 1977 года также входят бывшие деревни Ээбику (эст. Ööbiku, также эст. Ööbikuoru и эст. Ööbikuorg) на юго-востоке и Вана-Куусте (эст. Vana-Kuuste) на юге.

## Инфраструктура

### Образование
В 2018/2019 учебном году детский сад Рыуге посещали 88 детей. В основной школе Рыуге в том же учебном году насчитывалось 189 учеников и работали 19 преподавателей. В 2008 году была завершена реновация школьного здания, в рамках которого его полностью перевели на геотермальное отопление.
1 сентября 2019 года в посёлке начал работу Центр сотрудничества Рыуге. Учреждение объединяет управление специалистами всех учебных учреждений, подчиняющихся волости, для того, чтобы повысить качество и доступность услуг по поддержке образования детей и молодёжи волости Рыуге. В центре начал работу руководитель, 2 логопеда, 2 спецпедагога, 2 социальных педагога и психолог. В основной школе Рыуге работают кружки по интересам: робототехника, спорт, керамика, народный танец, футбол, деревообработка, научная школа, хоры, музыкальный ансамбль, сценическое искусство.

### Медицина, социальные услуги
В Рыуге работают центр семейных врачей, дом по уходу и аптека. Дом по уходу располагается в многоквартирном доме, где есть одно-, двух- и трёхместные комнаты. Он был основан в 1995 году, рассчитан на 27 мест и предназначен для временного или постоянного проживания пожилых людей и людей с особыми потребностями, которые не способны вести самостоятельную жизнь. Его здание не соответствует в полной мере требованиям, предъявляемым к учреждениям этого профиля, поэтому в посёлке планируется построить новый дом по уходу.

### Спорт, досуг
В посёлке есть спортивный клуб, Народный дом, в помещениях которого также работает библиотека. Есть площадка для гольфа, скейт-парк, ледовая, футбольная и волейбольная площадки. У школы есть своё спортивное здание, а также площадка на открытом воздухе для занятий атлетикой. Действует мотоспортивный клуб.

## Достопримечательности
- Одной из самых главных достопримечательностей посёлка является неповторимая местная природа, окружающие его долины и озёра. На северо-западе возвышенности Хаанья расположен ландшафтный озёрный заповедник Рыуге; его длина 10 километров, ширина 1 километр, площадь 1210 гектаров[12].
- Со смотровой башни Песапуу, расположенной возле Туристического центра Рыуге, открываются запоминающиеся виды на окрестности. У башни также начинается пешеходная тропа, которая проходит через каньон Хинни (самый глубокий песчаниковый каньон в Эстонии)[16].
- Очень живописным является разрез в древней долине Рыуге — Ээбикуорг (длина 300 метров, глубина 15 метров, в переводе с эстонского — Соловьиная долина), где растёт много черёмухи, и где весной и ранним летом заливаются соловьи. По краям Соловьиной долины обнажаются морены, под слоем синей глины толщиной в 90 сантиметров здесь скрывается доломитовый слой толщиной в 1,2 метра[12].
- На территории посёлка находится парк бывшей мызы Рауге (Рыуге); площадь 6,6 гектара, охраняется государством[17] (мыза к настоящему времени разрушена).
- На хуторе Ээбику работает Музей Рыуге (Гидромастерская-музей Ээбикуору). Гидравлическая мастерская была построена в начале XX века и использовала возможности местной природы и силу быстрой воды, с помощью которой приводились в действие необходимые машины и работала производящая электричество турбина. В советское время эта деятельность была остановлена, однако благодаря предприимчивым местным жителям и Региональному фонду Европейского союза гидромастерская была восстановлена в своём первозданном виде. В дополнение к этому на втором этаже здания была открыта экспозиция, состоящая из старинных предметов обихода и копий исторических фотографий, газет и других материалов[18].

- Памятник в честь двухсот погибших в Освободительной войне. Был открыт в 1926 году, взорван в 1945 году, бронзовая фигура солдата и основание памятника закопано поблизости. Некоторое время спустя местный художник Аксель Оллманн (Aksel Ollmann) вместе с Августом Кирхом (August Kirch) и Освальдом Кимаском (Osvald Kimask) перенёс изваяние в свой дом. Отреставрированный памятник был вновь открыт осенью 1988 года. Высота бронзовой фигуры составляет 2,28 метра, вес — 320 килограммов. Памятник внесён в Государственный регистр памятников культуры Эстонии[19].
- 26 июня 2010 года в посёлке был открыт Монумент Эстонской матери. Этот памятник отражает надежды эстонцев на будущее, утверждает ценность эстонской женщины как матери, выражает ей благодарность, демонстрирует объединение эстонского народа и его веру в дальнейшее существование. Монумент выполнен из привезённого из Удмуртии серого гранита, его высота составляет 3,6 метра, вес — почти 6 тонн; стоимость составила почти 1,7 миллиона крон, из которых около 60 % покрыли пожертвования населения и различных учреждений[20][21][22].

## Происхождение топонима
Предполагается, что название Руыге произошло от древнего личного имени Раука (Rauka). Похожая финская фамилия Raukko считается адаптацией скандинавского личного имени Рагнвальд (Ragnvald).

## Галерея
- Посёлок Рыуге
- Церковь святой Марии
- Основная школа Рыуге 
( исторический памятник)
- Церковь и школьный комплекс
- Памятник Освободительной войне 
( исторический памятник и памятник искусства)
- Музей Рыуге
- Древняя крестьянская изба (реконструкция)
- Смотровая башня Песапуу
- Долина Ээбикуорг
- Озеро Рыуге Сууръярв
- Лодочные гонки на Водном празднике